# De Olifant (locomotief)

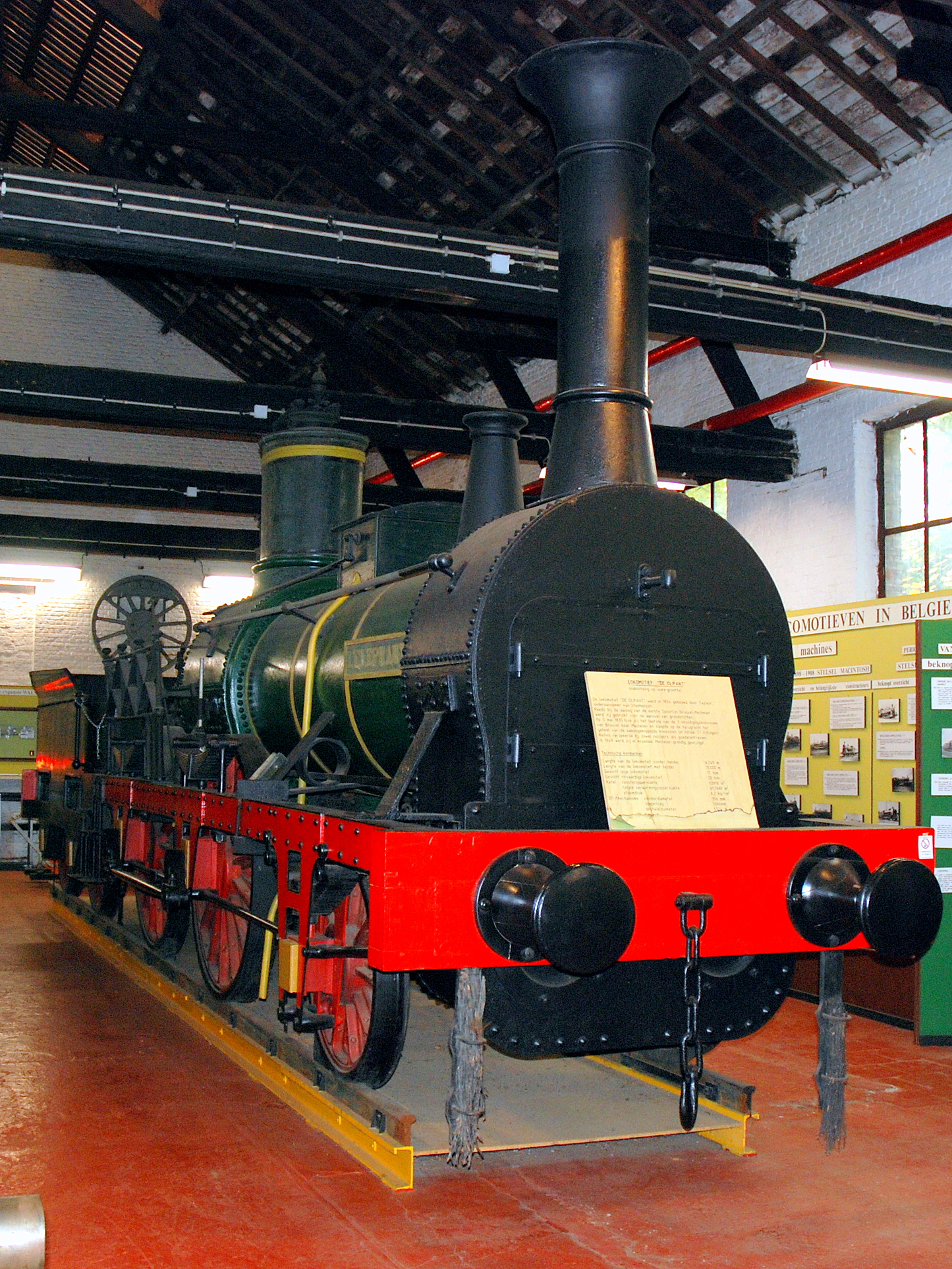
In 1885 gebouwde replica van De Olifant - spoorwegmuseum De Mijlpaal in Mechelen

De Olifant (officieel l' Eléphant), was samen met De Pijl (La Flèche) en de Stephenson, een van de eerste drie stoomlocomotieven die ingezet werden voor reizigersvervoer op het Europese vasteland, met als eerste rit uit Mechelen. 

## Geschiedenis
De Olifant werd in 1835 gebouwd door de firma Charles Tayleur and Company, in het Engelse Newton-le-Willows, naar een ontwerp van en in onderaanneming voor George Stephenson. Hij was oorspronkelijk bedoeld als locomotief voor goederentreinen. De locomotief was uitgerust met twee gekoppelde assen met drijfwielen en een achteraan geplaatste draagas. Hij had een massa van 20 ton en een vermogen van 100 pk.
In 1849 werd deze locomotief in de spoorwegwerkplaatsen Het Arsenaal in Mechelen volledig omgebouwd. Hierbij werd de draagas vooraan geplaatst en de vuurhaard vernieuwd en werd de locomotief van een nieuwe tender van 4 m³ voorzien.
In 1885 werd een replica van De Olifant gebouwd ter gelegenheid van het 50-jarig bestaan van de Belgische Staatsspoorwegen. Deze replica was te bezichtigen in het ondertussen gesloten Spoorwegmuseum De Mijlpaal in Mechelen. De originele Olifant werd tijdens de Eerste Wereldoorlog ontmanteld door de Duitse bezetter.

## Eerste treinrit voor reizigers op het Europese vasteland
Samen met De Pijl en de Stephenson verzorgde de Olifant op 5 mei 1835 de allereerste rit voor reizigersvervoer op het Europese vasteland, op het traject tussen Station Brussel-Groendreef en Mechelen in België, de oudste spoorlijn op het Europese vasteland. Drie treinen, de eerste met zeven overdekte en niet overdekte bankwagens gesleept door de locomotief De Pijl, de tweede met drie "bankwagens" en vier "diligences" of "berlines" gesleept door de Stephenson, en de derde bestaande uit zestien "bankwagens" gesleept door de Olifant, vervoerden ongeveer 900 genodigden naar Mechelen. Bij de terugrit werden de dertig wagons gegroepeerd om één trein te vormen die door de Olifant gesleept werd.

## Varia
- In 2007 werd De Olifant nagebouwd in Bornem, voor de uitzending van 21 juli op de Belgische nationale feestdag van het televisieprogramma Fata Morgana.
- In Mechelen is café De Olifant naar de locomotief vernoemd, bovendien bestond er vroeger ook een brasserie La Fleche, naar De Pijl aan het stationsplein.